# 三暉商事
三暉商事有限会社（さんきしょうじ、サンキショウジ、英文名称:SANKI SHOJI CO.,LTD.）は、日本の防塵マスクメーカー。

## 沿革
1999年9月29日設立。

## 概要
- 防塵マスクを主力とする。
- 海外メーカーの品質管理基準を日本の基準に適合させ、日本で初めて海外メーカーの製品を直接国家検定申請し合格させたパイオニア。

つまり、海外マスクメーカーの製品を、そのまま日本市場に供給することではなく、日本人にあった製品に作りこむことを可能とした企業。

## 主な商品

### GK2200シリーズ(区分DS2)
- GK2200(国家検定合格第TM263号)-スタンダードタイプ
- GK2200V(国家検定合格第TM264号)-排気弁付タイプ
- GK2200A1(国家検定合格第TM265号)-活性炭入りタイプ

### SK6020シリーズ(区分DS2)
- SK6020(国家検定合格第M82号)-スタンダードタイプ
- SK6020V(国家検定合格第M83号)-排気弁付タイプ

### SH9550シリーズ(区分N95マスク)
- SH9550-スタンダードタイプ
- SH9550V-排気弁付タイプ
- SH9550C-活性炭入りタイプ

### SH2950シリーズ(区分N95マスク)
- SH2950-スタンダードタイプ(折畳み)
- SH2950V-排気弁付き(折畳み)
- SH2950C-活性炭入りタイプ(折畳み)

### その他
- 衛生マスク(SK-Y,SH301R,SH305R,SH605A)
- 接顔メリヤス(マスクカバー)